# 第7空中強襲軍団 (ウクライナ空中機動軍)
第7空中強襲軍団（だい7くうちゅうきょうしゅうぐんだん、ウクライナ語: 7-й десантно-штурмовий корпус）は、ウクライナ空中機動軍の軍団。空中機動軍司令部隷下。第7軍団、第7即応軍団とも。

## 歴史

### ロシアのウクライナ侵攻
2024年1月、ロシアのウクライナ侵攻の影響に伴い、ウクライナ空中機動軍の戦闘部隊を前線で指揮統制するために創設されたが、隷下部隊が前線各地に分遣されていたため、全隊での合同作戦は困難だった。
2025年2月、ウクライナ軍の軍団制移行に伴い、隷下部隊が多すぎるため分割が発表された。
2025年4月、第46独立空中機動旅団、第71独立猟兵旅団、第80独立空中強襲旅団、第82独立空中強襲旅団、第95独立空中強襲旅団、第148独立砲兵旅団が新編の第8空中強襲軍団隷下に転属した。分割の結果第8軍団よりも縮小された。

## 編制[1]
- 軍団司令部
- 第25独立空挺旅団（グヴァルディスコエ（英語版））
- 第77独立空中機動旅団（クルィヴィーイ・リーフ）
- 第78独立空中強襲連隊
- 第79独立空中強襲旅団（ムィコラーイウ）
- 第81独立空中機動旅団（ドルジュキウカ）
- 第87独立管理大隊
- 第132独立偵察大隊（ジトーミル）
- 第421独立無人システム大隊（ウクライナ語版）

## 2024年編制
- 軍団司令部
- 第25独立空挺旅団（グヴァルディスコエ（英語版））
- 第46独立空中機動旅団（ポルタヴァ）
- 第71独立猟兵旅団（クレメンチューク）
- 第77独立空中機動旅団（クルィヴィーイ・リーフ）
- 第78独立空中強襲連隊
- 第79独立空中強襲旅団（ムィコラーイウ）
- 第80独立空中強襲旅団（リヴィウ）
- 第81独立空中機動旅団（ドルジュキウカ）
- 第82独立空中強襲旅団（チェルニウツィー）
- 第95独立空中強襲旅団（ジトーミル）

- 第148独立砲兵旅団（ジトーミル）
- 第87独立管理大隊
- 第132独立偵察大隊（ジトーミル）
- 第421独立無人システム大隊（ウクライナ語版）